# Данієль Загорац
Данієль Загорац (хорв. Danijel Zagorac; нар. 7 лютого 1987, Дрниш) — хорватський футболіст, воротар клубу «Спліт».

## Титули і досягнення
- Чемпіон Хорватії (6):

«Динамо»: 2017-18, 2018-19, 2019-20, 2020-21, 2021-22, 2022-23
- Володар Кубка Хорватії (2):

«Динамо»: 2017-18, 2020-21
- Володар Суперкубка Хорватії (2):

«Динамо»: 2019, 2022